# Pteropus seychellensis
Pteropus seychellensis är en däggdjursart som beskrevs av Milne-Edwards 1877. Pteropus seychellensis ingår i släktet Pteropus och familjen flyghundar. IUCN kategoriserar arten globalt som livskraftig.
Inga underarter finns listade i Catalogue of Life. Wilson & Reeder (2005) skiljer mellan två underarter.
Arten når en kroppslängd (huvud och bål) av 224 till 231 mm och saknar svans. Den har 147 till 157 mm långa underarmar och 31 till 32 mm långa öron. Vikten ligger mellan 400 och 650 g. Den har jämförd med Pteropus voeltzkowi ett ljusare huvud. Djurets man kring axlarna och buken är gulaktiga.
Denna flyghund förekommer på Seychellerna, på Komorerna och på Mafiaön som tillhör Tanzania. Habitatet utgörs av olika slags skogar och arten besöker även fruktodlingar. Individerna vilar i trädens kronor.